# Ostatnia szansa (film 1945)
Ostatnia szansa (niem. Die letzte Chance) – szwajcarski dramat wojenny z 1945 roku w reżyserii Leopolda Lindtberga. Zdjęcia kręcono w kantonach Ticino i Gryzonia.

## Nagrody i nominacje
| Nazwa nagrody | Wygrane            | Nominacje    |
| NBR           | 1945 Top Ten Films | 1945 wygrana |

| Międzynarodowy Festiwal Filmowy w Cannes | Międzynarodowy Festiwal Filmowy w Cannes | Międzynarodowy Festiwal Filmowy w Cannes          |
| Nazwa nagrody                            | Wygrane                                  | Nominacje                                         |
| ---------------------------------------- | ---------------------------------------- | ------------------------------------------------- |
| Grand Prize of the Festival              | 1946 Leopold Lindtberg                   | 1946 wygrana                                      |
| International Peace Award                | 1946 Leopold Lindtberg                   | 1946 wygrana                                      |
| Złota Palma                              | 1946 bez rezultatu                       | 1946 Udział w konkursie głównym Leopold Lindtberg |

| Nazwa nagrody | Wygrane                                                                      | Nominacje    |
| Złoty Glob    | 1947 Najlepszy film propagujący międzynarodowe zrozumienie Leopold Lindtberg | 1947 wygrana |